# Aemidius gigas
Aemidius gigas is een keversoort uit de familie kniptorren (Elateridae). De wetenschappelijke naam van de soort is voor het eerst geldig gepubliceerd in 1823 door Carl Gustaf Mannerheim als Eucnemis gigas.